# Slup
En slup er en-mastet sejlskib, med én, to-delt mast. Den kan både have en permanent og en ikke permanent mast. Den ikke permanente mast, klyverbom kan tages ind på dækket, så den ikke fylder så meget. Dette ses blandt andet på bergenssluppen. Storsejlsbommen går ud over hækken. Slup er betegnelsen for riggen. Ved en Danmarksslup er det dog skroget bestemmer at det er en danmarks- efter som det område den har sejle i gør at skroget skal udformes anderledes. .
De fleste slupper var fragtskibe
- Undermast
- Topstang
- Bom

Forrest er der en jæger eller jib. Topsejlet er ligesom jægeren et letvejrssejl og er der for at en lettere dug samlet giver de ca 2-3 knob. Klyveren bliver sat flyvende. Det vil sige at de bliver sat fra dækket og halet ud til klyverbomsnokken. Eftersom sluppen har meget sejl agtenfor masten skal der bæres en klyver indtil storm. Derfor er der mindst 3 klyvere og de benævnes storklyver, mellemklyver, og stormklyver.
Fokken kan rebes 2-3 reb. Storsejlet kan rebes så meget, at der er balance mellem fokken og storen alene. Dette bruges i storm. 

## Kanonchalup og Sloop-of-war
Slup bruges også i den sømilitære terminologi, og her henvises der i nordisk sammenhæng til en kanonchalup, der er et fartøj med en eller to kraftige kanoner, og en let rigning suppleret med årer. I Royal Navy havde man i begyndelsen af 1700-tallet sloops-of war, der var tomastede skibe, rigget som ketch eller snau. Dette var langt større skibe end de enmastede slupper, vi taler om i dansk sammenhæng. Forskellen blev endnu større fra omkring 1740, da den britiske flåde byggede tremastede skibe med råsejl, og gav dem betegnelsen sloops som en generel klassifikation af krigsskibe, der var mindre end fregatter, og som havde færre end 20 kanoner. Fra omkring 1770 byggede Royal Navy også tomastede skibe med råsejl, som ligeledes blev betegnet som sloops. Hvis man skal oversætte betegnelserne korrekt, bør man enten omtale de britiske skibe som "sloops-of-war" eller bruge betegnelsen brig om de tomastede og korvet om de tremastede. 